# Campionat Europeu de Salts de 2013
El III Campionat Europeu de Salts se celebrà a Rostock, Alemanya entre el 18 i el 23 de juny de 2013 sota l'organització de la LEN i la federació alemanya de natació.

## Medaller
| Pos.  | País       | Or | Plata | Bronze | Total |
| 1     | Ucraïna    | 4  | 1     | 2      | 7     |
| 2     | Rússia     | 3  | 4     | 4      | 11    |
| 3     | Alemanya   | 2  | 4     | 4      | 10    |
| 4     | Itàlia     | 2  | 1     | 0      | 3     |
| 5     | Regne Unit | 0  | 1     | 1      | 2     |
| Total | Total      | 11 | 11    | 11     | 33    |

## Medallistes

### Homes
| Event                                | Or                                                  | Plata                                               | Bronze                                                        |
| 1 m trampolí detalls                 | Illya Kvasha · Ucraïna · 467.75                     | Martin Wolfram · Alemanya · 414.75                  | Oliver Homuth · Alemanya · 414.45                             |
| 3 m trampolí detalls                 | Ilya Zakharov · Rússia · 502.90                     | Evgeny Kuznetsov · Rússia · 471.55                  | Patrick Hausding · Alemanya · 428.70                          |
| 10 m plataforma detalls              | Oleksandr Bondar · Ucraïna · 521.45                 | Patrick Hausding · Alemanya · 514.65                | Victor Minibaev · Rússia · 500.35                             |
| 3 m trampolí sincronitzat detalls    | Evgeny Kuznetsov · Ilya Zakharov · Rússia · 460.44  | Patrick Hausding · Stephan Feck · Alemanya · 431.58 | Oleksandr Gorshkovozov · Oleg Kolodiy · Ucraïna · 422.52      |
| 10 m plataforma sincronitzat detalls | Patrick Hausding · Sascha Klein · Alemanya · 431.58 | Victor Minibaev · Artem Chesakov · Rússia · 431.58  | Oleksandr Gorshkovozov · Dmytro Mezhenskyi · Ucraïna · 422.52 |

### Dones
| Event                                | Or                                                     | Plata                                               | Bronze                                                  |
| 1 m trampolí detalls                 | Tania Cagnotto · Itàlia · 301.20                       | Nadezhda Bazhina · Rússia · 274.35                  | Maria Polyakova · Rússia · 273.90                       |
| 3 m trampolí detalls                 | Tina Punzel · Alemanya · 336.70                        | Tania Cagnotto · Itàlia · 331.85                    | Nadezhda Bazhina · Rússia · 326.10                      |
| 10 m plataforma detalls              | Iuliia Prokopchuk · Ucraïna · 373.30                   | Yulia Koltunova · Rússia · 371.10                   | Maria Kurjo · Alemanya · 323.00                         |
| 3 m trampolí sincronitzat detalls    | Tania Cagnotto · Francesca Dallapé · Itàlia · 324.30   | Hanna Pysmenska · Olena Fedorova · Ucraïna · 300.60 | Rebecca Gallantree · Alicia Blagg · Regne Unit · 292.17 |
| 10 m plataforma sincronitzat detalls | Yulia Koltunova · Natalia Goncharova · Rússia · 315.66 | Tonia Couch · Sarah Barrow · Regne Unit · 306.24    | Maria Kurjo · Julia Stolle · Alemanya · 299.16          |

### Mixt
| Event              | Or                                                     | Plata                                          | Bronze                                               |
| Per equips detalls | Oleksandr Bondar · Yulia Prokopchuk · Ucraïna · 413.20 | Sascha Klein · Tina Punzel · Alemanya · 384.00 | Evgeny Kuznetsov · Yulia Koltunova · Rússia · 348.10 |

## Nacions Participants
En l'europeu van competir 100 atletes de 19 països diferents
| - Àustria (3) - Belarus (4) - Finlàndia (5) - França (5) - Geòrgia (1) - Alemanya (11) - Great Britain (9) | - Grècia (4) - Hongria (6) - Itàlia (12) - Lituània (1) - Països Baixos (4) - Noruega (3) | - Polònia (2) - Romania (2) - Rússia (11) - Espanya (2) - Suècia (3) - Ucraïna (12) |